# Powervolley Milano
O Powervolley Milano, mais conhecido como Allianz Milano por questões de patrocínios, é um clube italiano de voleibol profissional masculino com sede em Milão, na região da Lombardia. Atualmente o clube disputa a SuperLega, a primeira divisão do campeonato italiano.

## Histórico
O Powervolley Milano foi fundado em 2010 como Power Volleyball. O clube competiu na Série B2 de 2010–11 e imediatamente ganhou a promoção no final da temporada. Porém, após a venda do clube do Parabiago Voleibol, o clube se desfez. Eles foram refundados em 2012 como o atual Powervolley Milano e terminaram a temporada 2012–13 da Série B1 em terceiro lugar, ganhando a promoção para a Série A2. Após esta temporada, o clube adquiriu o título esportivo do Vôlei Lupi Santa Croce e, portanto, foi admitido na Série A2, disputando seu primeiro torneio de voleibol profissional na temporada 2013–14. Na temporada da Série A2 de 2013–14, o Powervolley terminou em sexto lugar.
Para a temporada 2014–15, o Powervolley foi admitido na na primeira divisão italiana pela primeira vez. O clube terminou sua temporada inaugural na primeira divisão em 12º lugar, seguido por um 11º lugar na temporada seguinte.
Em 2021, conquistou a Taça Challenge ao derrotar o Ziraat Bankası da Turquia, sendo o primeiro título da história do clube.
Na temporada 2023–24, após terminar a fase regular da SuperLega na sexta colocação, o clube de Milão alcançou as semifinais da competição. No entanto, foi superado pelo Sir Safety Perugia, que viria a conquistar o scudetto posteriormente. Na disputa pelo terceiro lugar, venceu o Itas Trentino na quarta partida da série "melhor de cinco" e obteve o direito de disputar a Liga dos Campeões da CEV pela primeira vez em sua história.

## Títulos

### Continentais
Copa Challenge
- Campeão: 2020–21

### Nacionais
Campeonato Italiano
- Terceiro lugar: 2023–24

## Elenco atual
Atletas selecionados para disputar a temporada 2022–23.
| Camisa                  | Nome              | Altura (m) | Posição    |
| ----------------------- | ----------------- | ---------- | ---------- |
| 2                       | Osniel Melgarejo  | 1,97       | Ponteiro   |
| 3                       | Klistan Lawrence  | 1,96       | Oposto     |
| 5                       | Federico Bonacchi | 1,84       | Levantador |
| 6                       | Marco Vitelli     | 2,03       | Central    |
| 8                       | Agustín Loser     | 1,97       | Central    |
| 9                       | Jean Patry        | 2,07       | Oposto     |
| 11                      | Matteo Piano      | 2,08       | Central    |
| 14                      | Yūki Ishikawa     | 1,91       | Ponteiro   |
| 16                      | Paolo Porro       | 1,85       | Levantador |
| 17                      | Luca Colombo      | 1,91       | Líbero     |
| 18                      | Nicola Pesaresi   | 1,90       | Líbero     |
| 22                      | Milad Ebadipour   | 1,96       | Ponteiro   |
| Técnico: Roberto Piazza |                   |            |            |